# Mataj
Mataj (arab. مطاي) – miasto w Egipcie w muhafazie Al-Minja, w Górnym Egipcie. W mieście urodzili się Suzan Mubarak oraz mnich Abd al-Masih al-Makari.